# Holly Jackson
Holly Jackson (Buckingham, 1992) é uma autora inglesa de romances para jovens adultos. Ela é mais conhecida por sua série Manual de Assassinato para Boas Garotas.

## Vida pessoal
Holly Jackson cresceu em Buckinghamshire, Inglaterra e escreveu seu primeiro romance quando tinha 15 anos.
Mais tarde, ela frequentou a Universidade de Nottingham, onde estudou linguística literária e escrita criativa, depois graduando-se com um mestrado em inglês.
Atualmente, mora em Londres. Ela gosta de jogar videogame e assistir a documentários sobre crimes reais para fingir que é uma detetive.

## Carreira literária
O romance de estreia de Jackson, A Good Girl's Guide to Murder, foi publicado em 2019 e recebeu os seguintes prêmios:
- Audiolivros incríveis da American Library Association para jovens adultos (2021)
- Indicado ao prêmio Goodreads Choice de ficção para jovens adultos (2020)
- Pré-selecionado para o Prêmio YA Book (2020)
- Vencedor do prêmio de livro de ficção infantil do British Book Awards do ano (2020)
- Melhores livros do ano da Barnes and Noble (2020)

Jackson seguiu com dois romances sequenciais e uma novela prequela: Good Girl, Bad Blood (2020) ; As Good As Dead (2021) ; e Kill Joy (2021), respectivamente .
Em 2022, Jackson lançou seu primeiro romance independente intitulado Five Survive (E só ficaram cinco em Portugal e Os cinco sobreviventes no Brasil) em 2024 lançou seu segundo, The Reappearance of Rachel Price (O regresso de Rachel Price)
Em outubro de 2024, foi anunciado que o romance de suspense adulto de estreia de Jackson, Not Quite Dead Yet , seria publicado em julho de 2025. 

## Obras

### Série Manual de Assassinato para Boas Garotas
- A Good Girl's Guide to Murder (2019) Manual de Assassinato para Boas Garotas (Intrínseca, 2022) O Homicídio Perfeito (Editorial Presença, 2021)
- Good Girl, Bad Blood (2020) Boa Garota, Segredo Mortal (Intrínseca, 2022) O Desaparecimento Perfeito (Editorial Presença, 2022
- As Good As Dead (2021) Boa Garota Nunca Mais (Intrínseca, 2023) A Vingança Perfeita (Editorial Presença, 2022)
- Kill Joy (2021) O Jogo Perfeito (Editorial Presença, 2023)

### Outros títulos
- Five Survive (2022) Os Cinco Sobreviventes (Intrínseca, 2023) E Só Ficaram Cinco (Editorial Presença, 2023)
- The Reappearance of Rachel Price (2024) O Reaparecimento de Rachel Price (Intrínseca, 2024)